# Список министров иностранных дел Афганистана
Министр иностранных дел Афганистана — глава внешнеполитического ведомства Афганистана.
Нынешний министр — Амир Хан Муттаки.

## Список министров

### Эмират Афганистан
| #     | Министр                        | Фото | Период нахождения в должности | Партия |
| ----- | ------------------------------ | ---- | ----------------------------- | ------ |
| 1     | Мирза Гулам Мухаммед Мир Мунси |      | 1907—1917                     |        |
| 2     | Сардар Мухаммед Азиз-хан       |      | 1917 — март 1919              |        |
| 3     | Махмуд-бек Тарзи               |      | март 1919 — июнь 1922         |        |
| 4     | Мохаммад Вали-хан              |      | июнь 1922 — апрель 1924       |        |
| и. о. | Сардар Шир Ахмад               |      | апрель 1924 — сентябрь 1924   |        |
| 5     | Махмуд-бек Тарзи               |      | сентябрь 1924 — январь 1927   |        |

### Королевство Афганистан
| #     | Министр                | Фото | Период нахождения в должности | Партия |
| ----- | ---------------------- | ---- | ----------------------------- | ------ |
| и. о. | Гулам Сиддык-хан Чархи |      | январь 1927 — ноябрь 1927     |        |
| и. о. | Мохаммад Вали-хан      |      | ноябрь 1927 — ноябрь 1928     |        |
| и. о. | Гулам Сиддык-хан Чархи |      | ноябрь 1928 — январь 1929     |        |

### Эмират Афганистан
| # | Министр     | Фото | Период нахождения в должности | Партия |
| - | ----------- | ---- | ----------------------------- | ------ |
| 6 | Ата-аль-Хак |      | январь 1929 — октябрь 1929    |        |

### Королевство Афганистан
| #     | Министр                   | Фото | Период нахождения в должности   | Партия       |
| ----- | ------------------------- | ---- | ------------------------------- | ------------ |
| и. о. | Мохаммад Вали-хан         |      | октябрь 1929 — ноябрь 1929      |              |
| и. о. | Али Мухаммед-хан          |      | ноябрь 1929                     |              |
| 7     | Фаиз Мухаммед-хан Закария |      | ноябрь 1929—1938                |              |
| 8     | Али Мухаммед-хан          |      | 1938 — 23 марта 1953            |              |
| 9     | Султан Ахмад-хан Шерози   |      | 23 марта — 20 сентября 1953     |              |
| 10    | Мухаммед Наим-хан         |      | 20 сентября 1953 — 9 марта 1963 |              |
| 11    | Мохаммад Юсуф             |      | 9 марта 1963 — 25 октября 1965  |              |
| и. о. | Сайед Самсаддин Магрук    |      | 25 октября 1965 — 2 ноября 1965 |              |
| 12    | Нур Ахмад Эттемади        |      | 2 ноября 1965 — 25 июля 1971    |              |
| 13    | Мохаммад Муса Шафик       |      | 25 июля 1971 — 18 июля 1973     | беспартийный |

### Республика Афганистан
| #  | Министр           | Фото | Период нахождения в должности | Партия                                       |
| -- | ----------------- | ---- | ----------------------------- | -------------------------------------------- |
| 14 | Мохаммад Дауд-хан |      | 18 июля 1973 — 1977           | Национально-революционная партия Афганистана |
| 15 | Абдулла Вахид     |      | 1977 — 28 апреля 1978         | Национально-революционная партия Афганистана |

### Демократическая Республика Афганистан
| #  | Министр           | Фото | Период нахождения в должности    | Партия |
| -- | ----------------- | ---- | -------------------------------- | ------ |
| 16 | Хафизулла Амин    |      | 1 мая 1978 — 28 июля 1979        | НДПА   |
| 17 | Шах Вали          |      | 28 июля 1979 — 28 декабря 1979   | НДПА   |
| 18 | Шах Мохаммад Дост |      | 28 декабря 1979 — 4 декабря 1986 | НДПА   |
| 19 | Абдул Вакиль      |      | 4 декабря 1986 — 16 апреля 1992  | НДПА   |

### Исламское Государство Афганистан
| #  | Министр               | Фото | Период нахождения в должности  | Партия |
| -- | --------------------- | ---- | ------------------------------ | ------ |
| 20 | Сайед Сулейман Гилани |      | 5 мая 1992 — 17 июня 1993      |        |
| 21 | Хедайят Амин Арсала   |      | 17 июня 1993 — 30 ноября 1994  |        |
| 22 | Наджибулла Лафрай     |      | 30 ноября 1994 — 3 июля 1996   |        |
| 23 | Абдул Рахим Гафурзай  |      | 3 июля 1996 — 27 сентября 1996 |        |

### Исламский Эмират Афганистан
| #  | Министр                  | Фото | Период нахождения в должности     | Движение |
| -- | ------------------------ | ---- | --------------------------------- | -------- |
| 24 | Мохаммад Гус             |      | 27 сентября 1996 — 13 июня 1997   | Талибан  |
| 25 | Абдул Джалиль            |      | 13 июня 1997 — 4 сентября 1997    |          |
| 26 | Мохаммад Хасан Ахунд     |      | 4 сентября 1997 — 27 октября 1999 |          |
| 27 | Вакиль Ахмад Муттавакиль |      | 27 октября 1999 — 13 ноября 2001  | Талибан  |

### Исламская Республика Афганистан
| #     | Министр                  | Фото | Период нахождения в должности    | Партия |
| ----- | ------------------------ | ---- | -------------------------------- | ------ |
| 28    | Абдулла Абдулла          |      | 27 декабря 2001 — 22 марта 2006  |        |
| 29    | Рангин Дадфар Спанта     |      | 22 марта 2006 — 16 января 2010   |        |
| 30    | Залмай Расул             |      | 18 января 2010 — 28 октября 2013 |        |
| 31    | Зарар Ахмад Османи       |      | 28 октября 2013 — 1 февраля 2015 |        |
| 32    | Салахуддин Раббани       |      | 1 февраля 2015 — 23 октября 2019 |        |
| и. о. | Идрис Заман              |      | 30 октября 2019 — 22 января 2020 |        |
| и. о. | Мохаммад Харун Чахансури |      | 22 января 2020 — 4 апреля 2020   |        |
| 33    | Мохаммад Ханиф Атмар     |      | 4 апреля 2020 — 15 августа 2021  |        |

### Исламский Эмират Афганистан
| #     | Министр            | Фото | Период нахождения в должности | Движение |
| ----- | ------------------ | ---- | ----------------------------- | -------- |
| и. о. | Абдул Гани Барадар |      | 31 августа — 7 сентября 2021  | Талибан  |
| и. о. | Амир Хан Муттаки   |      | с 7 сентября 2021 года        | Талибан  |